# Leaena abranchiata
Leaena abranchiata är en ringmaskart som först beskrevs av Michael Sars 1865.  I den svenska databasen Dyntaxa används istället namnet Leaena ebranchiata. Leaena abranchiata ingår i släktet Leaena och familjen Terebellidae. Arten har ej påträffats i Sverige. Inga underarter finns listade i Catalogue of Life.